# 1 Batalion Lekkiej Piechoty
1 Batalion Lekkiej Piechoty – oddział piechoty armii koronnej wojska I Rzeczypospolitej.

## Formowanie i zmiany organizacyjne
Reformy Sejmu Wielkiego zwiększyły stany polskiej piechoty. Wiosną 1792 roku rozpoczęto organizację kilku batalionów lekkiej piechoty. Każdy z nich miał liczyć cztery kompanie. Kadra oficerską stanowili w dużej części oficerowie niemieccy.
Po kilku miesiącach bataliony zostały rozwiązane przez konfederację targowicką, a szeregowych żołnierzy wcielono do jej formacji.
Pierwszy i drugi batalion liczył razem 1 288 żołnierzy.

## Żołnierze regimentu
W batalionie służyło piętnastu oficerów: jeden pułkownik, trzech  kapitanów, czterech poruczników, czterech podporuczników i trzech chorążych.
Pułkownik i komendant
- Jan G. Süssmilch

Kapitanowie
- Teodor de Groeben
- Jan A. de Kahlen
- Karol Fryderyk W. Studnicki